# Дубочке русаље
Дубочке русаље је интернационални фестивал културно-етнолошког и туристичког карактера који се од 2019. године одржава у Дубоком, насељеном месту на територији општине Кучево.
Назив је добио по русаљама или русаљкама, девојкама и женама које су својевремено, само на празник Духова падале у необјашњиви транс током којег су по веровању мештана, успостављале везу за „оним светом”.
Поред приказа русаља, у програму учествује више Културно уметничких друштава из земље и иностранства, као и већи број солиста певача и свирача.
Фестивал се одржава у организацији КУД „Русаљка” из Дубоке, под покровитељством Општине Кучево.